# Stiber Ortiz
Ortiz  Caro est un nom espagnol. Le premier nom de famille, en général paternel, est Ortiz ; le second, en général maternel, souvent omis, est Caro.
Edwar Stiber Ortiz Caro (né le 12 août 1980)  est un coureur cycliste colombien.

## Biographie
Début novembre 2017, la presse annonce l'arrivée de Stiber Ortiz dans la formation Orgullo paisa, pour la saison suivante.

## Palmarès sur route

### Par année
- 2009
  - 1re étape du Tour de Colombie (contre-la-montre par équipes)
  - 3e étape du Tour de Bolivie
  - Classement général de la Vuelta a Chiriquí
- 2010
  - Tour de Santa Catarina :
    - Classement général
    - 2e étape

  - 8e et 10e étapes de la Vuelta a Chiriquí
  - 3e du championnat de Colombie sur route
- 2011
  - 2e et 6e étapes de la Vuelta a Chiriquí
- 2012
  - 3e (contre-la-montre par équipes), 6e et 10eb étapes du Tour de Bolivie
- 2013
  - 1re étape du Tour de Colombie
  - 3e du Tour de Rio
- 2014
  - 1re étape du Tour de Colombie (contre-la-montre par équipes)
  - 7e étape de la Vuelta a Chiriquí
- 2015
  - 1re étape du Tour de Colombie (contre-la-montre par équipes)
  - 7e étape du Clásico RCN
  - 1re étape de la Vuelta a Chiriquí (contre-la-montre par équipes)
  - 2e de la Vuelta a la Independencia Nacional
- 2017
  - 3e étape de la Vuelta a Chiriquí (contre-la-montre par équipes)
- 2018
  - 6e étape de la Vuelta a Chiriquí
- 2019
  - 7e étape du Clásico RCN
  - 7e étape du Tour du Panama
  - 2e du Tour du Panama

### Classements mondiaux
| Année            | 2009 | 2010 | 2011 | 2012 | 2013 | 2014 | 2015 |
| ---------------- | ---- | ---- | ---- | ---- | ---- | ---- | ---- |
| UCI America Tour | 304e | 37e  |      | 128e | 20e  |      | 114e |

## Palmarès sur piste

### Championnats de Colombie
- Barranquilla 2009
  -  Médaillé d'argent de la poursuite par équipes (avec Weimar Roldán, Jaime Suaza et Jairo Salas)[7].
  -  Médaillé de bronze de la course à l'américaine (avec Weimar Roldán)[8].
- Medellín 2016
  -  Médaillé d'argent de la course à l'américaine avec Weimar Roldán[9].
  -  Médaillé de bronze de la poursuite par équipes (avec Brayan Sánchez, Jhonatan Ospina et Carlos Tobón)[10].